# Лупара I (Кампобасо)
Лупара I је насеље у Италији у округу Кампобасо, региону Молизе.
Према процени из 2011. у насељу је живело 46 становника. Насеље се налази на надморској висини од 560 м.